# Xeromphalina
Xeromphalina är ett släkte av svampar. Enligt Catalogue of Life ingår Xeromphalina i familjen Mycenaceae, ordningen Agaricales, klassen Agaricomycetes, divisionen basidiesvampar och riket svampar, men enligt Dyntaxa är tillhörigheten istället familjen trådklubbor, ordningen Agaricales, klassen Agaricomycetes, divisionen basidiesvampar och riket svampar.
|              | Mycena |
|              | |
|              | Hemimycena |
|              | |
|              | Favolaschia |
|              | |
|              | Panellus |
|              | |
|              | Heimiomyces |
|              | |
| Xeromphalina | \| \| Xeromphalina leonina \| \| \| \| \| \| Xeromphalina podocarpi \| \| \| \| \| \| Xeromphalina testacea \| \| \| \| \| \| Xeromphalina campanelloides \| \| \| \| \| \| Xeromphalina campanella \| \| \| \| \| \| Xeromphalina cauticinalis \| \| \| \| \| \| Xeromphalina fraxinophila \| \| \| \| \| \| Xeromphalina fulvipes \| \| \| \| \| \| Xeromphalina kauffmanii \| \| \| \| \| \| Xeromphalina orickiana \| \| \| \| \| \| Xeromphalina picta \| \| \| \| \| \| Xeromphalina tenuipes \| \| \| \| \| \| Xeromphalina amara \| \| \| \| \| \| Xeromphalina brunneola \| \| \| \| \| \| Xeromphalina cornui \| \| \| \| |
|              | \| \| Xeromphalina leonina \| \| \| \| \| \| Xeromphalina podocarpi \| \| \| \| \| \| Xeromphalina testacea \| \| \| \| \| \| Xeromphalina campanelloides \| \| \| \| \| \| Xeromphalina campanella \| \| \| \| \| \| Xeromphalina cauticinalis \| \| \| \| \| \| Xeromphalina fraxinophila \| \| \| \| \| \| Xeromphalina fulvipes \| \| \| \| \| \| Xeromphalina kauffmanii \| \| \| \| \| \| Xeromphalina orickiana \| \| \| \| \| \| Xeromphalina picta \| \| \| \| \| \| Xeromphalina tenuipes \| \| \| \| \| \| Xeromphalina amara \| \| \| \| \| \| Xeromphalina brunneola \| \| \| \| \| \| Xeromphalina cornui \| \| \| \| |
|              | Insiticia |
|              | |
|              | Resinomycena |
|              | |
|              | Tectella |
|              | |
|              | Roridomyces |
|              | |
|              | Decapitatus |
|              | |
|              | Mycenula |
|              | |
|              | Collopus |
|              | |
|              | Filoboletus |
|              | |
|              | Flabellimycena |
|              | |
|              | Xeromphalina leonina |
|              | |
|              | Xeromphalina podocarpi |
|              | |
|              | Xeromphalina testacea |
|              | |
|              | Xeromphalina campanelloides |
|              | |
|              | Xeromphalina campanella |
|              | |
|              | Xeromphalina cauticinalis |
|              | |
|              | Xeromphalina fraxinophila |
|              | |
|              | Xeromphalina fulvipes |
|              | |
|              | Xeromphalina kauffmanii |
|              | |
|              | Xeromphalina orickiana |
|              | |
|              | Xeromphalina picta |
|              | |
|              | Xeromphalina tenuipes |
|              | |
|              | Xeromphalina amara |
|              | |
|              | Xeromphalina brunneola |
|              | |
|              | Xeromphalina cornui |
|              | |

|  | Xeromphalina leonina        |
|  |                             |
|  | Xeromphalina podocarpi      |
|  |                             |
|  | Xeromphalina testacea       |
|  |                             |
|  | Xeromphalina campanelloides |
|  |                             |
|  | Xeromphalina campanella     |
|  |                             |
|  | Xeromphalina cauticinalis   |
|  |                             |
|  | Xeromphalina fraxinophila   |
|  |                             |
|  | Xeromphalina fulvipes       |
|  |                             |
|  | Xeromphalina kauffmanii     |
|  |                             |
|  | Xeromphalina orickiana      |
|  |                             |
|  | Xeromphalina picta          |
|  |                             |
|  | Xeromphalina tenuipes       |
|  |                             |
|  | Xeromphalina amara          |
|  |                             |
|  | Xeromphalina brunneola      |
|  |                             |
|  | Xeromphalina cornui         |
|  |                             |